# Mycena intersecta
Mycena intersecta é uma espécie de cogumelo da família Mycenaceae. É encontrado no Japão.